# 캐슬바니아: 디 어드벤처 리버스
《캐슬바니아: 디 어드벤처 리버스》(Castlevania: The Adventure ReBirth)는 M2가 개발하고 코나미가 발매한 액션 플랫폼 게임이다. 1989년에 발매됐던 게임보이 게임 《캐슬바니아: 디 어드벤처》에 기반한 비디오 게임 리메이크로, 2009년 10월 27일 일본서 《드라큘라 전설 리버스》(ドラキュラ伝説 ReBirth)라는 제목으로 WiiWare로 출시됐다. M2가 제작한 《그라디우스 리버스》와 《콘트라 리버스》를 이은 세번째 리버스 시리즈 작품이다.
원작과 마찬가지로 크리스토퍼 벨몬트가 드라큘라를 격퇴한 이야기를 다루며, 동시대에 발매된 닌텐도 DS 캐슬바니아 작품들과는 달리 일직선형 게임플레이 구조를 갖췄다.

## 평가
| 평가                                          |        |
| --------------------------------------------- | ------ |
| 통합 점수 통합사 점수 메타크리틱 78/100 [ 3 ] |        |
| 통합 점수                                     |        |
| 통합사                                        | 점수   |
| 메타크리틱                                    | 78/100 |